# 計有功
計有功（？—？），字敏夫，號灌園居士，安仁（今四川邛崍東北）人，北宋官員、學者。
張浚之從舅，宣和三年（1121年）進士。紹興五年（1135年）以右承議郎擔简州知縣，有政绩。被提舉兩浙西路常平茶鹽公事。後居張浚幕府中。獻上所著《晉鑑》，有《唐诗紀事》传世。